# Цыбуленко, Николай Васильевич
Никола́й Васи́льевич Цыбуле́нко (укр. Цибуленко, Микола Васильович, 17 декабря 1942 — 8 июня 1998) — советский и украинский военный деятель, генерал-майор.

## Биография
Родился в селе Веприк Фастовского района Киевской области. Закончил Кавказское Суворовское училище с серебряной медалью, Ленинградское высшее военно-командное училище, Военную академию им. Фрунзе, Академию Вооружённых Сил Украины. Кандидат военных наук, доцент. В 1992 году избран членом-корреспондентом Инженерной академии Украины по специальности коммуникации[значимость факта?].
Проходил службу на командных должностях в различных округах Советского Союза и за рубежом. Был начальником Симферопольского военного объединённого училища.
Внёс большой вклад в становление армии независимой Украины, особенно в Крыму. Активный участник Союза Офицеров Украины[значимость факта?]. Организатор и первый начальник Одесского института Сухопутных войск. Первый начальник Управления внешних связей Генерального штаба Украины.
Участник боевых действий[где?]. Награждён орденами и медалями[какими?] как Советского Союза, так и многих иностранных государств[уточнить]. Отмечен юбилейным крестом союза бывших украинских воинов в Канаде, награждён Крестом Союза Офицеров Украины за патриотизм и преданность Украинской державе (посмертно)[значимость факта?].

Могила Цыбуленко на Лукьяновском военном кладбище Киева

20-й съезд Союза Офицеров Украины принял обращение к Министру обороны Украины «относительно увековечения памяти генерала Николая Цыбуленко, организатора Вооружённых Сил Украины, первого начальника Одесского института сухопутных войск»[значимость факта?].
Сын — профессор международного права Евгений Цыбуленко, научный сотрудник Таллинского технического университета.